# Béatrice Patrie
Béatrice Patrie (* 12. Mai 1957 in Lorient) ist eine französische Politikerin (Mouvement des citoyens bzw. Sozialistische Partei). Sie war 1999 bis 2009 Mitglied des Europäischen Parlaments.

## Werdegang
Nach dem Studium u. a. des Rechts studierte Béatrice Patrie noch an der École nationale de la magistrature in Bordeaux. Hiernach war sie als Ermittlungsrichterin (juge d’instruction), als Amtsrichterin (juge d’Instance) für Familienrecht (juge aux affaires familiales) tätig. Schließlich wurde sie Vorsitzende an einem Tribunal de Grande Instance (etwa einem Landgericht entsprechend). Sie wurde Vorsitzende der französischen Richtergewerkschaft.
Ihre politische Betätigung begann 1994 mit der Unterstützung Lionel Jospins. 1999 zog sie als Mitglied des dem Vertrag von Maastricht kritischen Mouvement des citoyens in das Europäische Parlament ein. Anfang Dezember 2002 trat sie zur Sozialistischen Partei Frankreichs über. Sie gehörte während ihrer Zeit im Europaparlament der Fraktion der Sozialdemokratischen Partei Europas bis zur Umbenennung der Fraktion 2004 in die 	Sozialdemokratische Fraktion im Europäischen Parlament an, dann war sie bis zum Ausscheiden aus dem Parlament Mitglied der letztgenannten Fraktion. Sie war im Parlament unter anderem vom 20. September 2004 bis zum 13. Juli 2009 Vorsitzende der Delegation für die Beziehungen zu den Maschrek-Ländern.